# 田桓子
田无宇（？—？），妫姓，田氏，名无宇，谥号桓，史称陳桓子、田桓子。是齐国田氏家族的首领之一，為田氏家族第五任首领，承襲父亲田文子擔任田氏家族首领。历仕齐灵公、齐庄公、齐景公三代，妻子是齐灵公和穆孟姬（魯国叔孫僑如之女）的女儿，景公的姐姐。
前571年—前567年田无宇随晏弱攻灭萊国。前548年，崔杼殺害齐庄公，公子杵臼即位为景公。前546年，庆封灭崔氏之族。庆封专齐政。次年，庆舍与栾、高、田、鲍四族攻庆封，庆封奔吴国。田无宇施惠于民，民归陈氏，陈氏因而强大。前532年，田无宇联合鲍氏攻栾氏、高氏，栾施、高彊奔鲁。其后，晏婴执政，田无宇在暗中发展自己的势力。田无宇死后，儿子田武子田开继位。

## 子
- 田开
- 田乞
- 田书
- 田亹